# アントレ (情報誌)
アントレ は、リクルートが発行してた独立開業・フランチャイズ募集情報誌、及び株式会社アントレのWEBサイト。 

## 概要
アントレは、独立や起業、フリーなど、「雇われない働き方」を選ぶ人に、必要な情報を提供する情報誌。6月、9月、12月、3月の年間4回発行。
アントレnetは、独立開業、フランチャイズ募集、代理店募集、起業支援情報が掲載された情報サイト。毎週金曜更新。

## 沿革
1997年2月27日創刊。